# Parasiccia ochrorubens
Parasiccia ochrorubens là một loài bướm đêm thuộc phân họ Arctiinae, họ Erebidae.